# Aérodrome de Lakeland Linder Rgnl
Aérodrome de Lakeland Linder Rgnl (code IATA : LAL • code OACI : KLAL • code FAA : LAL) est un aéroport public à huit kilomètres au sud-ouest de Lakeland, dans le comté de Polk, en Floride. Le plan national des systèmes aéroportuaires intégrés de la Federal Aviation Administration (FAA) pour 2017-2021 le classe comme installation nationale de secours pour l'aéroport international de Tampa. L'aéroport dispose d'un certificat d'exploitation de classe 1 de la Federal Aviation Regulator (FAR) Part 139 autorisant les vols de compagnies aériennes de passagers.
Chaque année, entre mars et avril, l'aéroport accueille la Sun'n Fun Aerospace Expo, un salon aérien et une convention aéronautique de six jours. Il s'agit du deuxième plus grand événement de ce type aux États-Unis après l'événement annuel « AirVenture » organisé chaque été par l'Experimental Aircraft Association (EAA) à l'aéroport régional de Wittman (OSH) à Oshkosh, dans le Wisconsin.
L'aéroport abrite le hub régional de fret aérien du sud-est pour Amazon Air, qui commence ses opérations à l'aéroport en juillet 2020.

## Historique
Pour l'aéroport municipal d'origine de Lakeland, voir Lodwick Field
En 1940, la Commission municipale de Lakeland adopte une résolution visant à remplacer l'aéroport municipal de Lakeland, construit en 1933 et au début de 1934. Le nouvel aéroport, provisoirement nommé aéroport municipal n°2 de Lakeland, a été nommé Drane Field en l'honneur d' Herbert J. Drane, l'un des citoyens exceptionnels de Lakeland.
La ville commence à peine les travaux du nouvel aéroport que, alors que la guerre fait déjà rage en Europe, elle loue les installations au ministère de la Guerre. Le Corps des ingénieurs de l'armée américaine améliore les trois pistes existantes et construit un centre d'entraînement pour les bombardiers et les chasseurs. La nouvelle base, initialement une sous-base de MacDill Field à Tampa, s'appelle Lakeland Army Air Field, mais est toujours connue sous le nom de Drane Field. Des milliers de pilotes, navigateurs, bombardiers et membres d'équipage de l'armée de l'air américaine reçoivent une partie de leur formation avancée en vol à Lakeland pendant la Seconde Guerre mondiale, principalement sur le B-26 Marauder. Après la fin de la guerre, l'aérodrome militaire reste inutilisé en raison de la taille de l'installation dépassant de loin les besoins de la ville ainsi que des coûts impliqués par sa conversion à un usage civil.
Dans les années 1950, l'aéroport municipal de Lakeland (renommé Al Lodwick Field en 1948) diminue en raison de la fermeture de Lodwick Aircraft, le principal locataire de l'aéroport. Avec la fermeture de Lodwick Aircraft, la ville décide de supprimer progressivement Lodwick Field en tant qu'aéroport municipal à l'été 1957 et de concentrer ses ressources sur Drane Field, dans le sud de Lakeland. Drane Field se détériore et reste sous-utilisé pendant de nombreuses années après le départ de l'armée de l'air américaine en 1945. Après plusieurs années de nouvelle construction et de conversion en aéroport civil, il se reconvertit en aéroport municipal de Lakeland en 1960 avec Don Emerson comme premier directeur.
Dans les années 1970, l'installation devient à nouveau Aéroport régional de Lakeland; à la fin des années 1980, il porte le nom Aéroport régional de Lakeland Linder en l'honneur de l'homme d'affaires local Paul Scott Linder. Linder fonde Linder Industrial Machinery, basée à Lakeland, une entreprise de machines de construction lourde de plusieurs millions de dollars, en 1953. Président du Lakeland Economic Development Council, Linder est également directeur du Florida Council of 100, de la Florida Chamber of Commerce et du Florida Council of Economic Education. Il reçoit le titre d'Entrepreneur libre de l'année en Floride en 1988, a reçu un prix d'ancien élève distingué de l'Université de Floride et a été nommé Entrepreneur de l'année en Floride en 1989. Paul Scott Linder décède le 11 novembre 1990.
En novembre 2017, l'aéroport international de Lakeland Linder ouvre sa première installation d'aviation générale des douanes et de la protection des frontières des États-Unis, permettant aux avions internationaux de 20 passagers ou moins d'atterrir sur le terrain avec un permis de survol approuvé.
En 2021, l'aéroport compte 128 576 opérations aériennes, soit en moyenne 352 par jour : 92% d'aviation générale, 2% de militaires, 1% de taxi aérien et 6% de compagnies aériennes. En décembre 2021, 251 avions sont à l'aéroport: 154 monomoteurs, 31 multimoteurs, 60 jets, 3 hélicoptères et 3 planeurs.

## Service aérien commercial

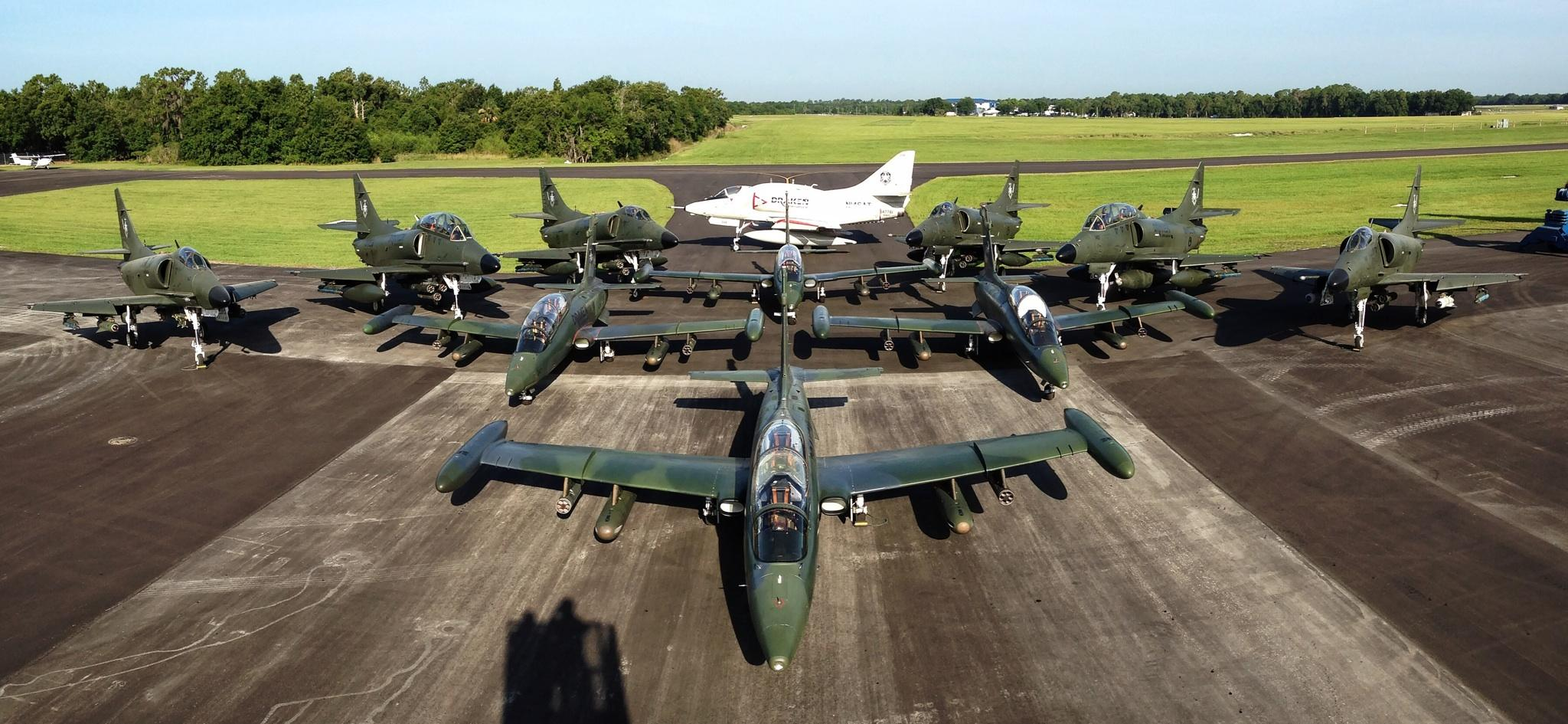
Rampe Draken à LAL

Avec la fermeture imminente de Lodwick Field, National Airlines (1934-1980) déplace ses Lodestars à Drane Field en 1947; la compagnie aérienne quitte l'aéroport en 1962.
Au cours des années 1960 et au début des années 1970, avant la déréglementation des compagnies aériennes, Allegheny Commuter et l'ancienne Sun Airlines assurent les services aériens.
Allegheny Commuter arrive à Lakeland le 22 février 1979. C'est après la loi sur la déréglementation de 1978. Chautauqua Airlines de Jamestown, New York fournit le service dans le cadre de l'affiliation Allegheny Commuter avec USAir. Le service assure 5 allers-retours par jour vers Orlando (MCO), en utilisant des Beech 99 de 15 passagers. En raison de la faible demande, les vols prennent fin le 15 septembre 1980.
Delta Connection, exploité par Comair pour le compte de Delta Airlines, assure brièvement des vols de banlieue vers Orlando du 15 décembre 1987 jusqu'au début de 1988 en utilisant des Embraer EMB 110 Bandeirante.
De 2006 à 2008, l'aéroport dispose d'un service aérien limité dans le cadre de la FAR Part 135 (AirTaxi) fourni par DayJet utilisant des avions à réaction très légers Eclipse 500 (VLJ). DayJet maintient également une installation « DayPort » dans le terminal principal de l'aéroport. DayJet cesse ses activités en septembre 2008 et déclare ensuite faillite.
Les vols réguliers des compagnies aériennes reviennent à l'aéroport en juin 2011, lorsque des Boeing 737 de Direct Air commencent à desservir Myrtle Beach, Caroline du Sud ; Niagara Falls, New York et Springfield, Illinois. Le service prend fin le 13 mars 2012, lorsque Direct Air annonce de manière inattendue la fin de ses opérations. Direct Air voit ensuite la soumission à la liquidation du chapitre 7 le 12 avril 2012.
Le 23 juillet 2020, Amazon Air commence ses activités après l'ouverture d'une toute nouvelle installation de traitement du fret de 285 000 pieds carrés. Ses vols à Lakeland Linder International sont opérés par Air Transport International et Sun Country Airlines.
Le 18 décembre 2023, l'aéroport annonce qu'Avelo Airlines commencerait ses vols commerciaux au départ de Lakeland Linder à partir du printemps 2024. Le 27 mars 2024, Avelo annonce un service bihebdomadaire vers l'aéroport de Tweed New Haven, à partir du 13 juin 2024. Il s'agit du premier service commercial de passagers vers l'aéroport depuis que Direct Air met fin à ses activités en 2012.

## Compagnies aériennes et destinations

### Passager
| Compagnies     | Destinations                           |
| -------------- | -------------------------------------- |
| Avelo Airlines | New Haven (CT) (begins June 13, 2024), |

### Cargaison
| Compagnies | Destinations |
| ---------- | --- |
| Amazon Air | Allentown, Austin, Chicago–O'Hare, Hartford, Houston–Intercontinental, Kansas City, Minneapolis/St. Paul, New Orleans, New York–JFK, Ontario (CA), Phoenix–Sky Harbor, Pittsburgh, Richmond, Sacramento, San Francisco, Spokane, Toledo (OH) |

## Gouvernement fédéral, aviation d'affaires et d'affaires
L'aéroport accueille 84 entreprises et organisations qui emploient plus de 3 494 personnes. Grâce à la combinaison des opérations aériennes et des entreprises locales, l'aéroport a un impact économique de plus de 1,5 milliard de dollars (en 2021). Au cours des trois dernières années, il y a en moyenne 77 millions de dollars de projets d'investissement par an, représentant 596 emplois.
Le centre d'opérations aéronautiques (AOC) de la National Oceanic and Atmospheric Administration (NOAA) déménage à Lakeland depuis la base aérienne de MacDill en juin 2017. NOAA AOC est le siège des neuf avions de recherche exploités par la NOAA, y compris leurs célèbres chasseurs d'ouragans NOAA (avion WP-3D Orion ).
En outre, un sous-traitant de la défense, Draken International, a son siège à l'aéroport. Draken fournit un soutien à la formation de l'armée américaine avec sa flotte d'avions tactiques privés, qui comprend le Douglas A-4 Skyhawk, le General Dynamics F-16, le Mikoyan-Gurevich MiG-21, l'Aermacchi MB-339, l'Aero L-39 Albatros et Dassault Mirage F1, l'Atlas Cheetah et l'avion Aero L-159 Alca.
L'un des opérateurs de base fixe de l'aéroport, Sheltair Aviation, dessert des avions de l'aviation privée et générale. La société a également récemment conclu un partenariat avec Sun'n Fun avec un pourcentage de ses ventes de carburant destiné à l'éducation aéronautique.
L'aéroport accueille bientôt son plus récent et deuxième opérateur de base fixe, Aero Center Lakeland. L'installation doit comprendre de nouveaux hangars pour la maintenance et le stockage (un hangar de 10 000 pieds carrés et 15 000 pieds carrés), un parc de carburant de 50 000 gallons (5 000 pieds carrés) et un terminal d'aviation générale (11 000 pieds carrés) ainsi qu'un 120 000 pieds carrés. rampe.
Le nouveau locataire de l'aéroport, Amazon Air achève la construction de son hub régional de fret aérien du sud-est en juillet 2020. Initialement, Amazon Air loue 47 acres sur une parcelle de 110 acres et étend bientôt ses activités sur la parcelle adjacente. Les avions desservant actuellement Amazon Air comprennent le Boeing 737 Next Generation et le Boeing 767.

## Militaire

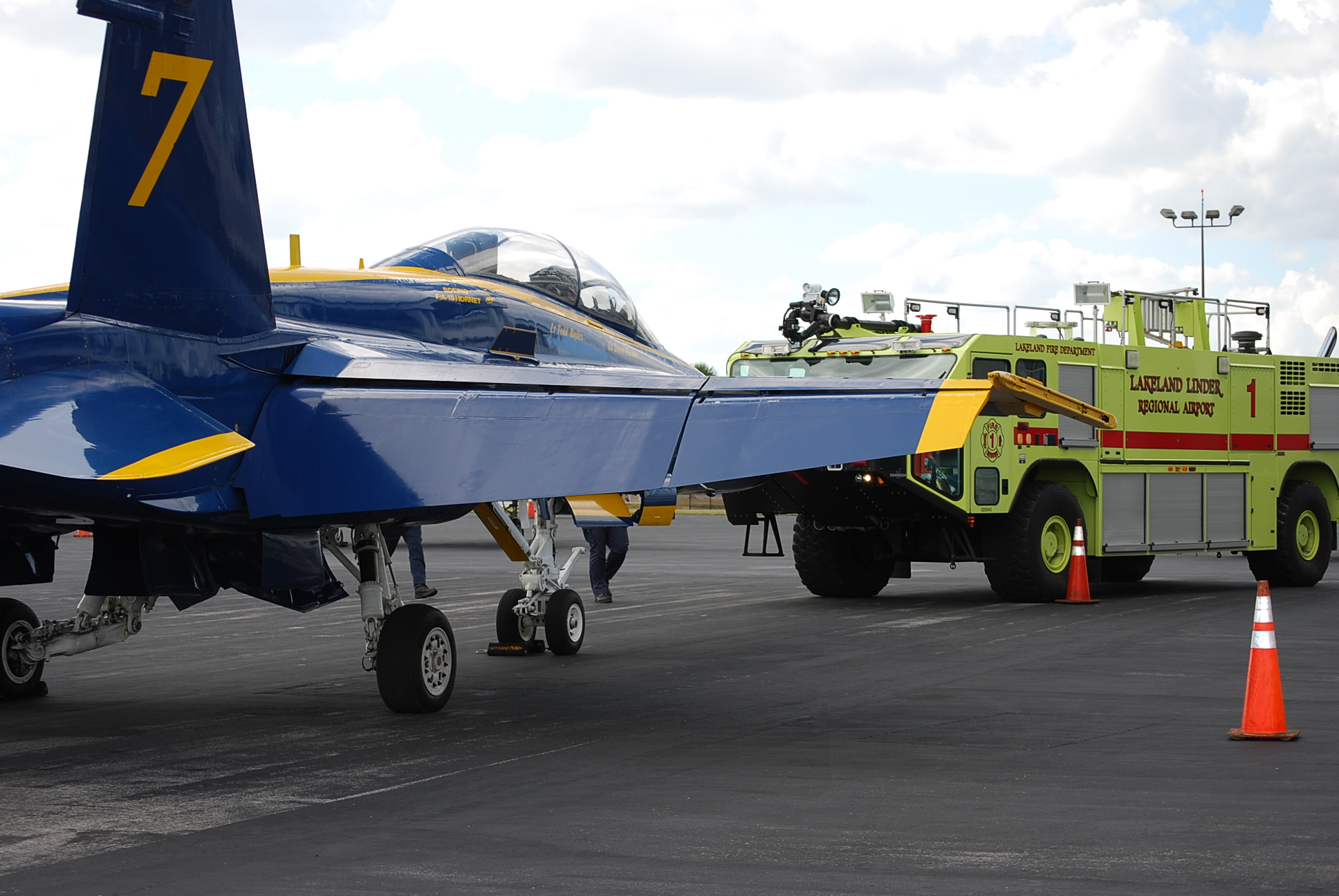
ARFF 1 et USN Blue Angel 7 sont assis devant le terminal

Des années 1970 jusqu'en 2001, l'aérodrome est une installation civilo-militaire conjointe lorsqu'il accueille l'installation de soutien à l'aviation de l'armée n°2 de la Garde nationale de Floride, exploitant depuis des hélicoptères UH-1 Huey à la retraite, suivis par l'UH-60 L basé localement. Hélicoptères Blackhawk du Détachement D, 171e Bataillon d'aviation (TA). Cette unité devient ensuite Compagnie Bravo, 1er Bataillon, 171e Régiment d'aviation (Co B/1-171 AVN), augmentée du Détachement 1, Compagnie d'hôtels, 1er Bataillon, 171e Régiment d'aviation Det 1-H Co/1-171 AVN) volant deux avions C-23 Sherpa. L'établissement de ces unités et avions à Lakeland fait principalement aux efforts de l'ancien sénateur américain et plus tard gouverneur de Floride, Lawton Chiles (D-FL), originaire de Lakeland. En 2001, les unités d'aviation de la Garde nationale de Floride déménagent dans de nouvelles installations à l'aéroport régional de Brooksville-Tampa Bay à Brooksville, en Floride.
Malgré le départ de l'armée de l'aéroport international de Lakeland Linder, des avions de la Garde nationale de Floride, ainsi que des avions de l'armée de l'air de MacDill AFB, des avions de la garde côtière du CGAS Clearwater, des avions de la réserve de l'armée de l'installation de soutien à l'aviation de l'armée à l'aéroport international de Saint-Pétersbourg-Clearwater., les avions de l'US Navy de Pensacola et d'autres avions militaires de passage à travers les États-Unis continuent d'utiliser l'aérodrome pour s'entraîner aux approches, aux atterrissages et aux décollages. Le principal opérateur de base fixe (FBO) de l'aéroport continue également de fournir des services contractuels de carburéacteur du DoD pour les avions militaires de passage.

## Éducation

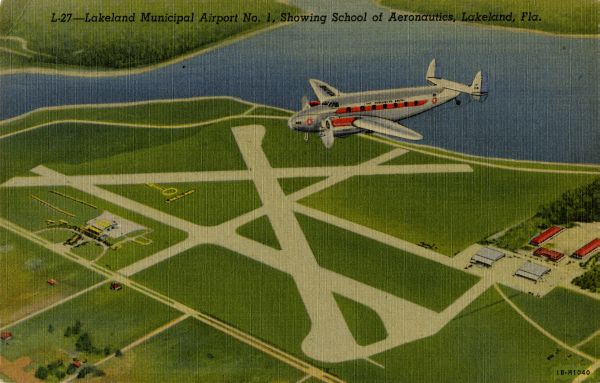
Carte postale de l'ancien aéroport municipal de Lakeland n°1 (Lodwick Field), montrant l'école d'aéronautique.

LAL héberge la Central Florida Aerospace Academy, un lycée public comptant plus de 250 étudiants. L'académie, qui fait partie des écoles publiques du comté de Polk, propose quatre filières que les étudiants peuvent suivre tout au long de leurs études secondaires, notamment l'A&P, l'aérospatiale, l'avionique et l'ingénierie.
LAL héberge également le Lakeland Aero-Club, qui est le plus grand aéroclub de lycée du pays. Le club construit et restaure des avions d'époque, promeut la formation au pilotage auprès de ses membres et se rend chaque année à Oshkosh, Wisconsin "Airventure" dans tous les avions anciens, offrant aux membres une formation au vol cross-country.
De plus, l'aéroport accueille deux collèges (Polk State College) et la Southeastern University (Floride), ainsi qu'un collège professionnel (Travis Technical College). Polk State compte plus de 240 étudiants répartis dans ses programmes de quatre diplômes (administration aérospatiale, sciences aérospatiales, administration de la maintenance aéronautique et science du pilotage professionnel). PSC est le seul collège public proposant des diplômes de licence en aérospatiale dans l'État de Floride. La Southeastern University propose un programme de formation au pilotage accéléré et abordable tout en suivant les cours. Travis Technical College permet aux étudiants d'obtenir leur licence A&P après le lycée.

## Installations

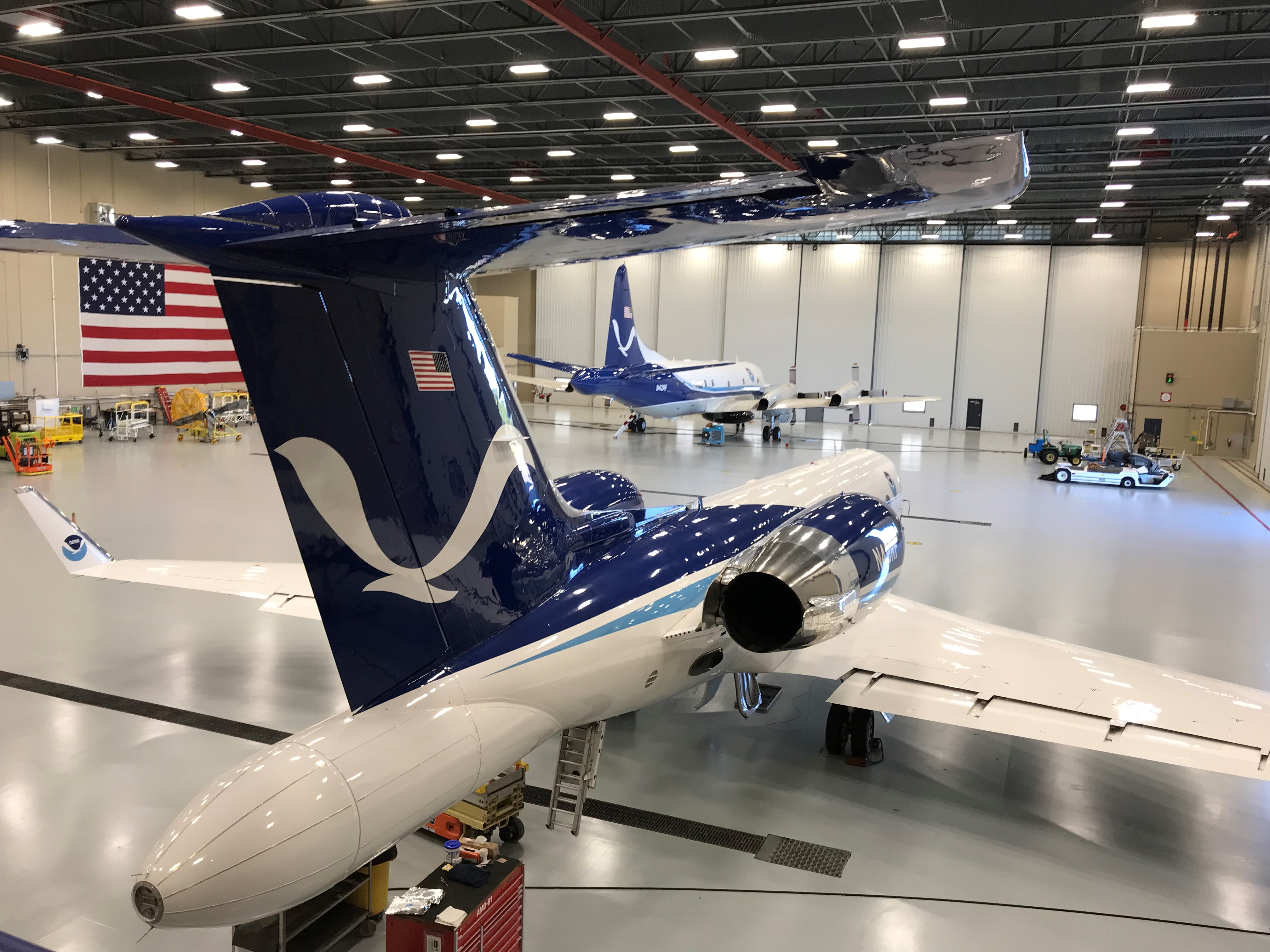
NOAA 42 et NOAA 49 à l'intérieur de l'AOC de la NOAA à LAL

L'aéroport s'étend sur 1,710 acres (0,69201244782 hectares) à une altitude de 142 pieds (43,2816 m). Il dispose de deux pistes asphaltées : 10/28 mesure 8500 par 150 pieds (2591 par 46m) et 5/23 est 5005 par 150 pieds (1526 par 46m). Il possède une piste en gazon : 8/26, soit 2208 par 60 (673 par 18m) et nécessite une autorisation préalable pour son utilisation.
Au fil des années, l'aéroport connait de nombreuses modifications d'aménagement. Un original nord-ouest-sud-est 5 000 pieds (1 524 m) la piste se transforme en voie de circulation pour permettre la construction des installations d'avions d'affaires de la chaîne de supermarchés Publix à l'extrémité nord-ouest, tandis que la piste 10/28 est allongée à 6 000 pieds (1 828,8 m) à la fin des années 1950 puis à 8 500 pieds (2 590,8 m) à la fin des années 1990. La piste 10/28, son système de voies de circulation associé et la zone actuelle de la rampe du terminal de l'aéroport peuvent accueillir jusqu'à des Boeing 747 et 777.
Le Lakeland VORTAC se trouve sur l'aérodrome et les pistes 10/28 et 5/23 sont équipées de systèmes d'éclairage de piste à haute intensité (HIRL) et d'indicateurs de trajectoire d'approche de précision (PAPI) P4L. La piste 10 est équipée d'un système d'atterrissage aux instruments (ILS) de catégorie II/III et d'un système de feux d'approche à haute intensité avec clignotants séquencés (ALSF-2). De plus, les pistes 5/23 et 28 publient des approches de non-précision. L'aéroport est un aéroport contrôlé par tour depuis les années 1970 et la FAA exploite une tour de contrôle du trafic aérien de niveau I dans le cadre du programme de tour contractuelle de la FAA. La FAA a également installé une station au sol de surveillance dépendante automatique (ADS-B) à l’aéroport.
Le service d'incendie de Lakeland fournissent les services d'urgence. Il dispose d'un poste doté de personnel 24 heures sur 24 sur l'aérodrome avec un camion d'accident spécialisé et un équipage fournissant des capacités de sauvetage et de lutte contre les incendies d'aéronefs (ARFF). L'aéroport maintient l'indice ARFF B et est capable d'atteindre l'indice C avec préavis.
Le bâtiment principal du terminal contient les bureaux administratifs de l'aéroport, la zone de traitement des passagers, les zones d'attente des passagers et un restaurant. Un Hilton Garden Inn se trouve à côté du terminal. Un hôtel pour séjours de longue durée Staybridge Suites est le deuxième hôtel de l'aéroport de Lakeland, qui ouvre ses portes en décembre 2017 et s'étend sur 2,18 acres à côté du Hilton Garden Inn. Ce nouveau logement s'adapte à l'expansion des parcs d'entreprises à proximité, des centres de distribution et à la capacité croissante des installations aéroportuaires. Le restaurant Waco Kitchen, basé à Battle Creek, dans le Michigan, est considéré comme « de la ferme à la table », ce qui signifie que les ingrédients servis proviennent d'origine locale.
Face à une demande croissante de la part des opérateurs internationaux, l'aéroport commence à planifier et à concevoir une nouvelle installation d'aviation générale des douanes et de la protection des frontières des États-Unis (installation de frais d'utilisation) en 2015. Avec l’ouverture de son bureau de douane en 2017, LAL est désormais en mesure d’accepter une multitude de vols internationaux.